# کروپاتس (بلا پالانکا)
کروپاتس (به صربی: Krupac) یک منطقهٔ مسکونی در صربستان است که در بلا پالانکا واقع شده‌است. کروپاتس ۱۴۴ نفر جمعیت دارد.